# Marvin Gerdon
Marvin Gerdon (* 24. Juli 1996 in Speyer) ist ein deutscher Handballspieler.
Marvin Gerdon begann bei der TSG Friesenheim mit dem Handball. Später wechselte der Rechtsaußen zu der SG Kronau/Östringen, wo er fünf Jahre spielte. Gerdon bestritt mehrere Spiele mit der Jugendnationalmannschaft und wurde auf seiner Position in seinem Jahrgang zum besten Spieler ausgewählt. Bei der SG Kronau/Östringen schaffte er auch den Sprung in den erweiterten Kader der Rhein-Neckar Löwen. Mit der Trikotnummer 42 bestritt Gerdon zwei Champions-League-Spiele in Barcelona sowie Kielce. Von 2017 bis 2019 spielte er für den Drittligisten TV Hochdorf. Anschließend spielte er für das HLZ Hochdorf-Friesenheim. 2023 wird er zur TSG Haßloch wechseln.